# Ferdinando Gorges
Ferdinando Gorges (Clerkenwell, ca. 1565/1568 - Long Ashton, 24 mei 1647) was een Engels militair. Hij was ook actief als ondernemer en was betrokken bij de stichting van de Engelse kolonie Maine. Dit leverde hem de titel "Father of English Colonization in North America" op, ondanks dat hij nooit voet op Amerikaanse bodem zette.

## Biografie
Ferdinando Gorges werd geboren tussen 1565 en 1568, omstreeks de tijd dat zijn vader Edward Gorges overleed. Tot 1587 zwijgen de bronnen over zijn leven, maar in dat jaar vocht hij als militair mee in de Tachtigjarige Oorlog bij het Beleg van Sluis. Een jaar later was hij een gevangene van de Spanjaarden. Na een gevangenenruil werd Gorges vrijgelaten en vocht hij in 1590 mee in het beleg van Parijs. Voor zijn verdienste tijdens het beleg van Rouen werd hij aldaar geridderd. Vervolgens werd hij benoemd tot de positie van gouverneur van het fort van Plymouth.
In 1601 raakte Gorges betrokken bij de opstand van Robert Devereux, maar hij getuigde tegen Devereux waarmee hij zijn eigen leven redde. Zijn interesse in Amerika werd gewekt nadat kapitein George Weymouth hem drie gevangen indianen toonde. Hij werd daarop aandeelhouder in de Plymouth Company en verstrekte geld aan de Pophamkolonie. In 1622 verkreeg hij een landpatent samen met John Mason voor het gebied waar de latere staten Maine en New Hampshire uit zouden ontstaan.
Hij benoemde zijn zoon Robert tot de gouverneur van de in 1622 opgerichte provincie van Maine. Zijn zoon keerde na een aantal jaar terug naar Engeland nadat hij in onmin was geraakt bij de kolonisten. In de jaren dertig van de zestiende eeuw trachtte Ferdinando Gorges de stervende claims van de Plymouth Council for New England nieuw leven in te blazen, maar zijn verzoek werd door Karel I van Engeland niet gehonoreerd. Op 24 mei 1647 overleed hij in het huis van zijn vrouw in Long Ashton en werd hij in de lokale kerk begraven. Zijn oudste zoon John erfde de provincie van Maine van zijn vader.